# Bahnpark Augsburg

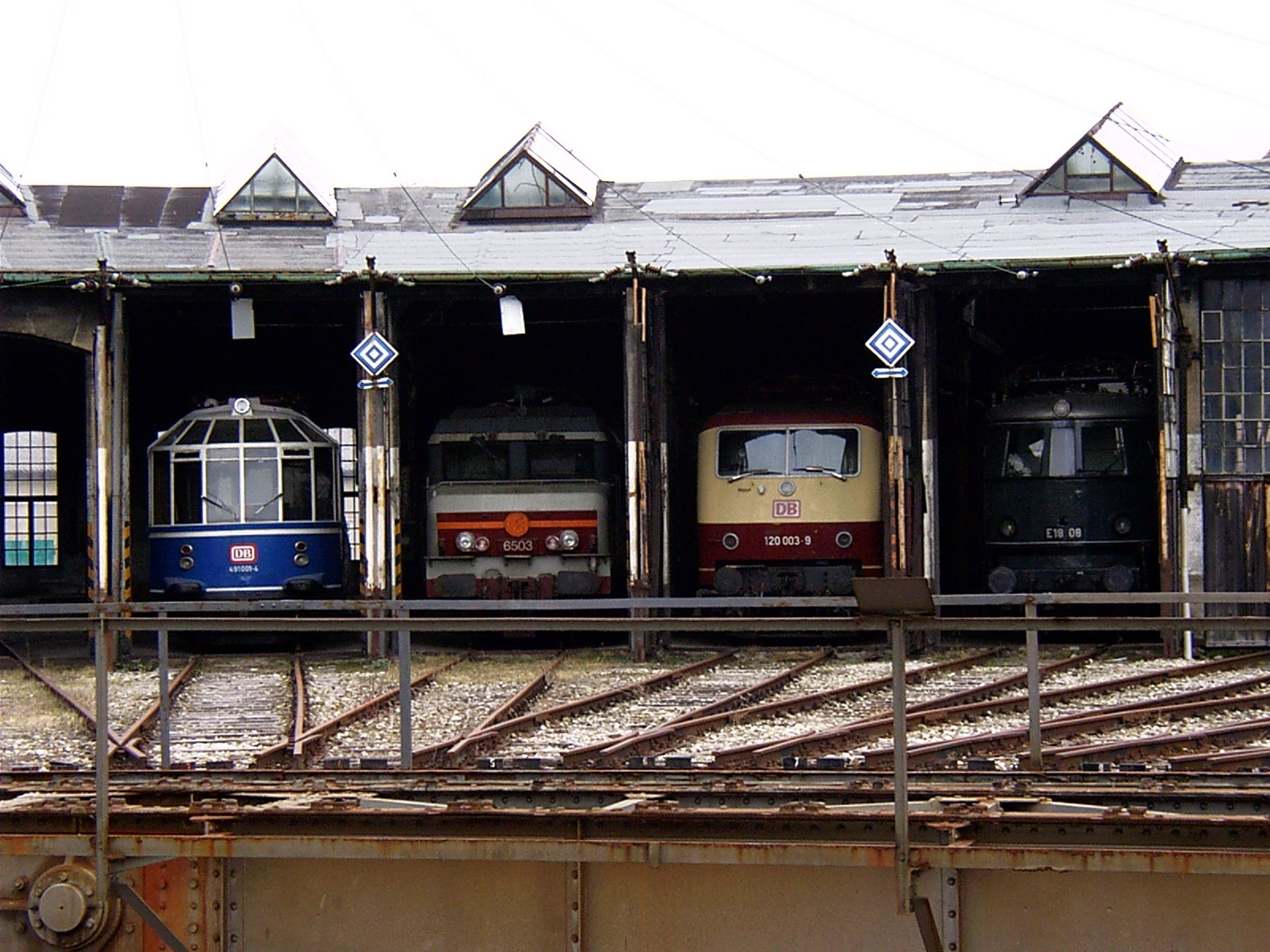
Parade von vier Lokomotiven im Rundhaus Europa (2008)

Der Bahnpark Augsburg ist ein Eisenbahnmuseum in Augsburg auf einem Teilbereich des ehemaligen Bahnbetriebswerkes Augsburg der Deutschen Bahn AG. Neben dem Rundhaus Europa gehören drei historische Dampflokhallen mit Werkstatt-Atmosphäre und eine historische Schmiede zum Museumsgelände.

## Geschichte und Museumsprojekt

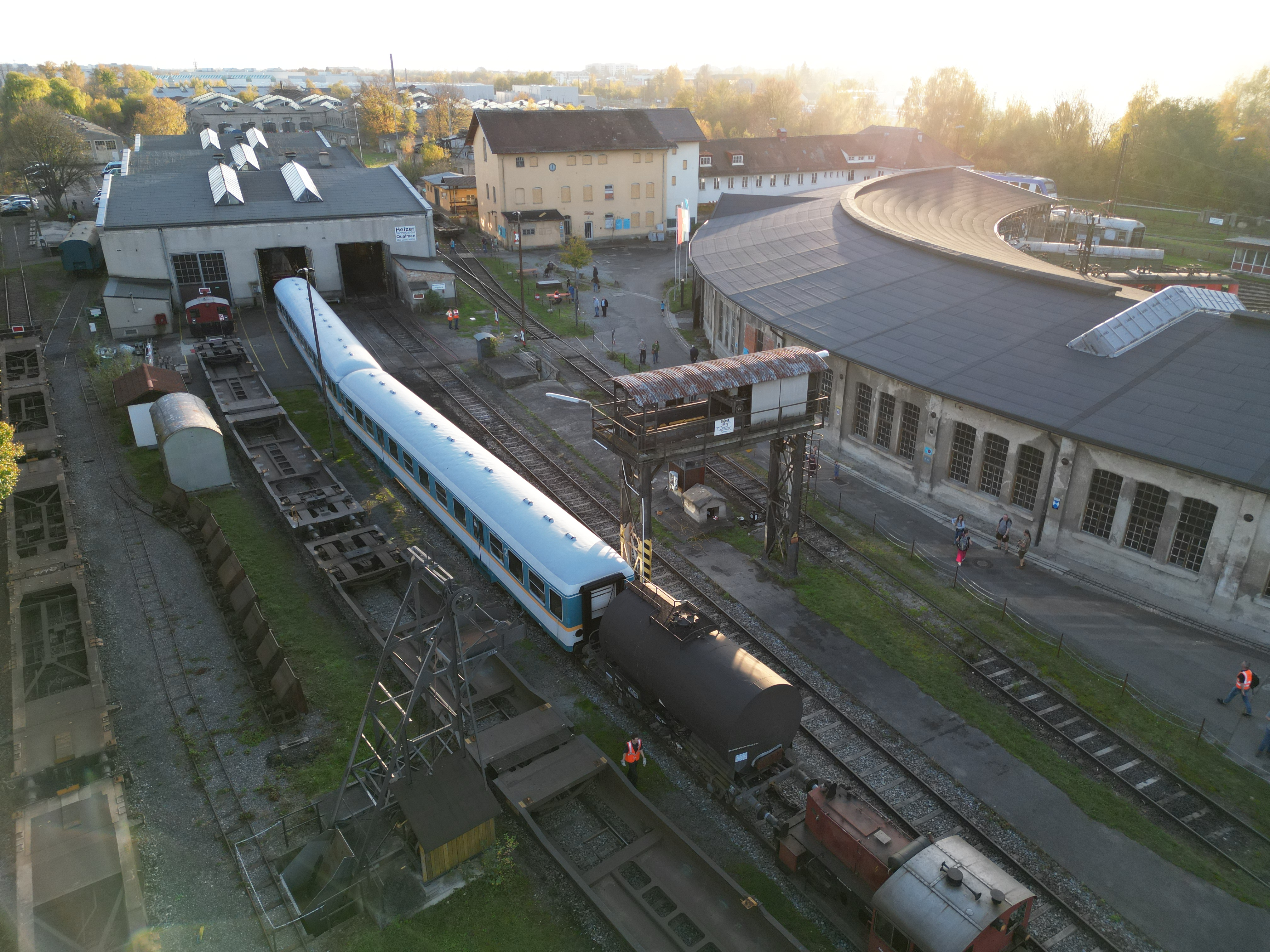
Blick von Südosten auf Dampflokhalle, Wasserhaus und Rundhaus

Um 1906 errichtete die Königlich Bayerische Staatsbahn südlich des Augsburger Hauptbahnhofs auf einer rund 24 Hektar großen Fläche ein Betriebs- und Ausbesserungswerk. Dieses bestand aus zwei Ringlokschuppen mit Drehscheiben und weiteren Gebäuden (Werkstätten, Reinigungsanlagen, Radsatzausbesserungswerk und Unterkünfte für das Lokpersonal) sowie Gleisanlagen und einem Stellwerk.
Im Zweiten Weltkrieg blieb das Areal weitgehend von Luftangriffen verschont, so auch in der verheerenden Bombennacht vom 25. auf den 26. Februar 1944, als der Hauptbahnhof und das Bahnhofsgelände schwer getroffen und zerstört wurden. Nach Kriegsende nutzte die Deutsche Bundesbahn das Gelände bis ca. 1990. 
Seit 1996 stehen große Teile des Ausbesserungswerkes, die Ringlokschuppen und die Oberleitungsspinne unter Denkmalschutz.
Am 17. Oktober 2008 übertrug die Deutsche Bahn AG zum symbolischen Preis von einem Euro das Rundhaus, die Dampflokhalle und das Übernachtungsgebäude an die gemeinnützige Bahnpark Augsburg gGmbH (gegründet 2005). Bisher hatte das Museum unter der betriebsführenden privaten Bayerischen Oberlandbahn GmbH (BOB) gestanden, die sich in den zurückliegenden Jahren auch für den Erhalt des Industriedenkmals eingesetzt hatte. Von 2013 bis 2015 wurde das komplette Dach des Rundhauses denkmalschutzgerecht saniert. Seit 2015 präsentiert die generalsanierte Drehscheibe wieder Exponate des Museums.
Die Regierung von Oberbayern genehmigte mit Planfeststellungsbeschluss vom 18. Dezember 2017 das von der Bahnpark Augsburg gGmbH beantragte Vorhaben für die beabsichtigte Umnutzung eines Areals mit zwei großen Eisenbahnbetriebshallen in ein Eisenbahnmuseum mit Museumswerkstatt. Damit wurden auch eine Gastronomie für Museumsbesucher und Veranstaltungen mit Bezug auf die Museumsnutzung ermöglicht. Da die Landeseisenbahnaufsicht bei der Regierung von Oberbayern der Bahnpark Augsburg gGmbH auch die Erlaubnis zur Aufnahme des Eisenbahnbetriebes nach § 7f AEG erteilte, ist diese als anerkanntes Eisenbahninfrastrukturunternehmen befugt, die Betriebsführung auf ihren denkmalgeschützten Gleisanlagen der „öffentlichen Serviceeinrichtung Bahnpark Augsburg“ selbst auszuüben.
 
Der Planfeststellungsbeschluss, der die rechtlichen Grundlagen für die Weiterentwicklung des Kultur- und Museumsprojektes legte, fand in den Medien bundesweit Beachtung. Unter anderem berichteten die Augsburger Allgemeine, die Süddeutsche Zeitung, Focus, der Nordbayerische Kurier und der Bayerische Rundfunk. 
Bescheidgemäß übernahm die Bahnpark Augsburg gGmbH am 30. Dezember 2017 die Betriebsführung.
Wegen behördlicher Auflagen war jedoch von 2017 bis Anfang 2020 ein Besuch des Bahnparks nicht oder nur eingeschränkt möglich.
Das Museum bietet den Staatsbahnen aller EU-Länder an, jeweils eine historische Lokomotive (sog. „Botschafterlokomotive“) im denkmalgeschützten Ringlokschuppen mit Drehscheibe, dem sogenannten Rundhaus Europa, auszustellen. Außer den Botschafterlokomotiven zählen weitere Museumslokomotiven zur Sammlung, die besichtigt werden können. Die Fahrzeugsammlung wird kontinuierlich erweitert. Aktuell sind siebzehn historische Lokomotiven aus den Mitgliedsländern der EU und der Schweiz ausgestellt.
Der Bahnpark Augsburg ist mit Stand 2024 von Mai bis Oktober jeden Tag (außer montags) eingeschränkt geöffnet, an Sonn- und Feiertagen „mit vollem Angebot“.

## Werkstätten
In den Werkstätten findet eine museumsgerechte Aufarbeitung und Restaurierung von Schienenfahrzeugen statt. Für das Verkehrszentrum (Zweigstelle des Deutschen Museums auf der Theresienhöhe/Schwanthalerhöhe) wurde ein historischer Bahnpostwagen in diesen Werkstätten restauriert. Die Wartung und Erhaltung der betriebsbereiten und denkmalgeschützten Dampflokomotive 41 018 der Dampflok-Gesellschaft München wird ebenfalls in diesen Werkstätten vorgenommen. Mit Stand Mai 2023 werden dort eine Köf und die „Emma“-Lok restauriert und aufgearbeitet.

## Mini-Bahn
Auf dem Gelände des Bahnparks befindet sich seit 2011 die „Mini-Bahn Augsburg“, eine Personen befördernde Gartenbahn mit 7¼ Zoll (184 mm) und teilweise 5 Zoll (127 mm) im Dreigleisbetrieb. Die Fahrstrecke beträgt ca. 300 Meter und besteht aus einem Rundkurs um das ehemalige Übernachtungsgebäude sowie einer eingleisigen Strecke entlang des Rundhauses Europa. Der Fuhrpark besteht aus den Modellen der E-Lok AEG E1, einer Gmeinder-Diesellok sowie seit 2013 einer Echtdampf-Feldbahnlok. Es stehen neun Personenwagen in zwei Zügen für bis zu 30 Fahrgäste zur Verfügung.
Seit der Saison 2016 wird die Mini-Bahn Augsburg von der Interessengemeinschaft Bahnpark Augsburg e. V. betrieben.

## Fahrzeuge im Rundhaus Europa

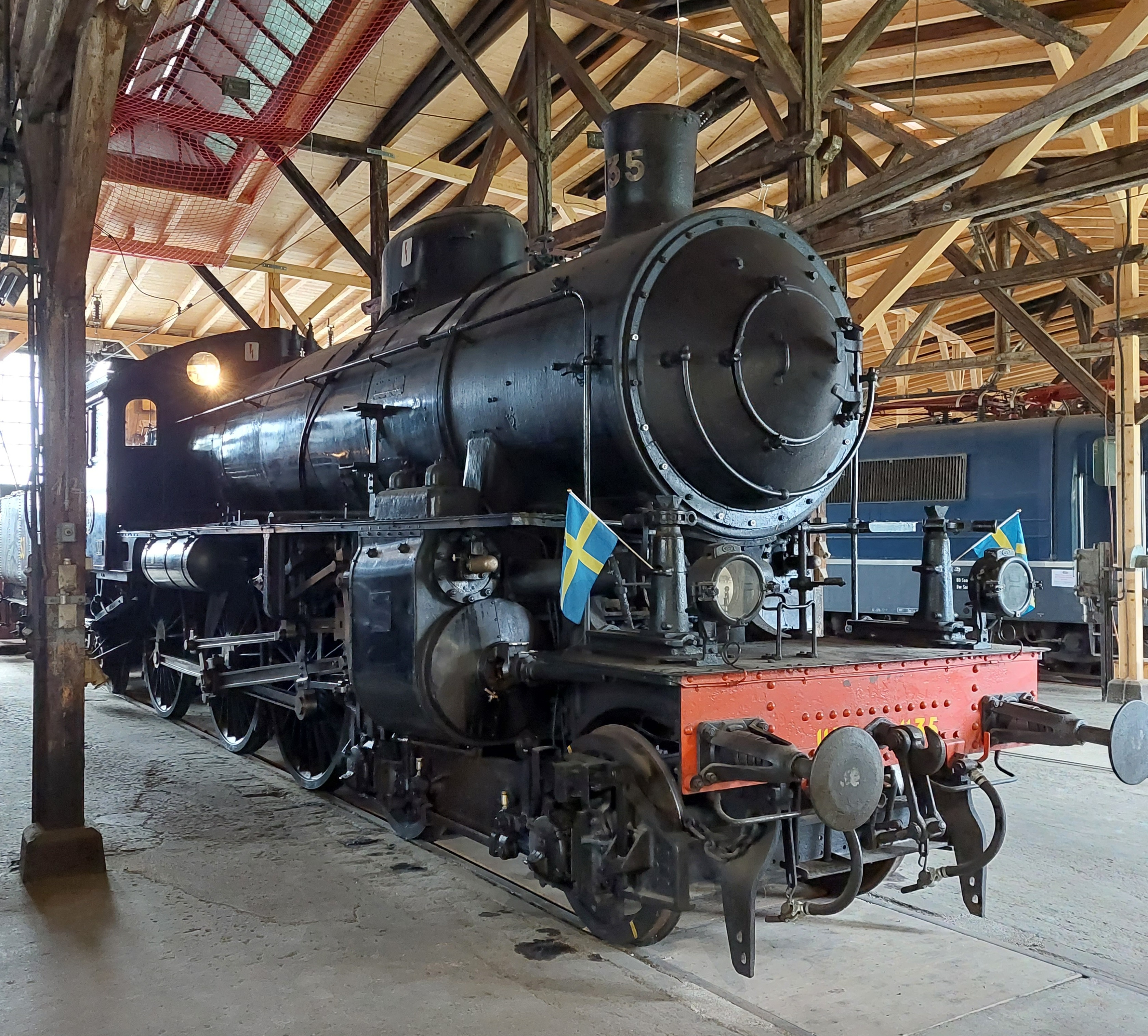
Schwedische „Botschafterlok“

- Triebwagen ET 91 01 Gläserner Zug (Deutschland) (Leihgabe des Verkehrsmuseums Nürnberg)
- Klv 12
- E-Lok 120 003 (Vorserienlok; Leihgabe des Verkehrsmuseums Nürnberg)
- E-Lok 1211 (Leihgabe des Eisenbahnmuseums Utrecht)
- E-Lok CC 6503 Aquitaine (Frankreich)
- E-Lok 1110 529-3 (Vertrag gekündigt)
- E-Lok DB Baureihe E410 (184 112 des Deutschen Technikmuseums in Berlin)
- E-Lok BB 3600 Das großherzogliche Krokodil (Luxemburg; die SNCF BB 12000 ist die französische Version dieser Baureihe)
- Dampflok SJ B (II) 1135 (Schweden)
- Dampflok 03 295
- E-Lok E.636.147 (Italien)
- E-Lok Ae 4/7 Gotthard-Lok (Schweiz)
- E-Lok E44 1170
- Dampflok 415 Sisi aus Österreich (aus Einzelteilen wieder aufgebaut)
- Dampflok 231 K 22 der SNCF (Frankreich)[4]
- E-Lok E 18 08  (Leihgabe des Verkehrsmuseums Nürnberg)
- SZ Dampflok 06-013 Gebirgs-Schnellzug-Dampflok (Slowenien)

## Museumsfahrzeuge
- Dampflok 41 018[5] (Dampflok-Gesellschaft München; betriebsfähig)
- 23 105, die letztgebaute Dampflok der Deutschen Bundesbahn (Leihgabe des DB-Museums Nürnberg)
- Tenderlok 64 446 Bubikopf (Leihgabe des DB-Museums Nürnberg; optische Aufbereitung)
- Elektrolokomotive E 63 05 (Leihgabe des DB Museums Nürnberg)
- E-Lok 1141.03 (Vertrag gekündigt)
- Köf II 6311 und 6580 (betriebsfähig, verrichten Rangierarbeiten im Bahnpark)
- „Silberling“-Steuerwagen in den Originalfarben, zum „Messwagen 60 80 99-33 001-1“ umgebaut. Hierbei wurden mehrere Fenster verblecht oder durch Lüftungsgitter ersetzt, ein Mitteleinstieg mit Doppel-Falttür komplett entfernt und eine der Ladetüren durch ein Lüftungsgitter ersetzt; außerdem erhielt der Wagen Stromabnehmer und Hauptschalter, und es fanden Umbauten im Innenraum statt. Im Mai 2023 wurde er äußerlich aufgearbeitet.

## Ehemalige Exponate

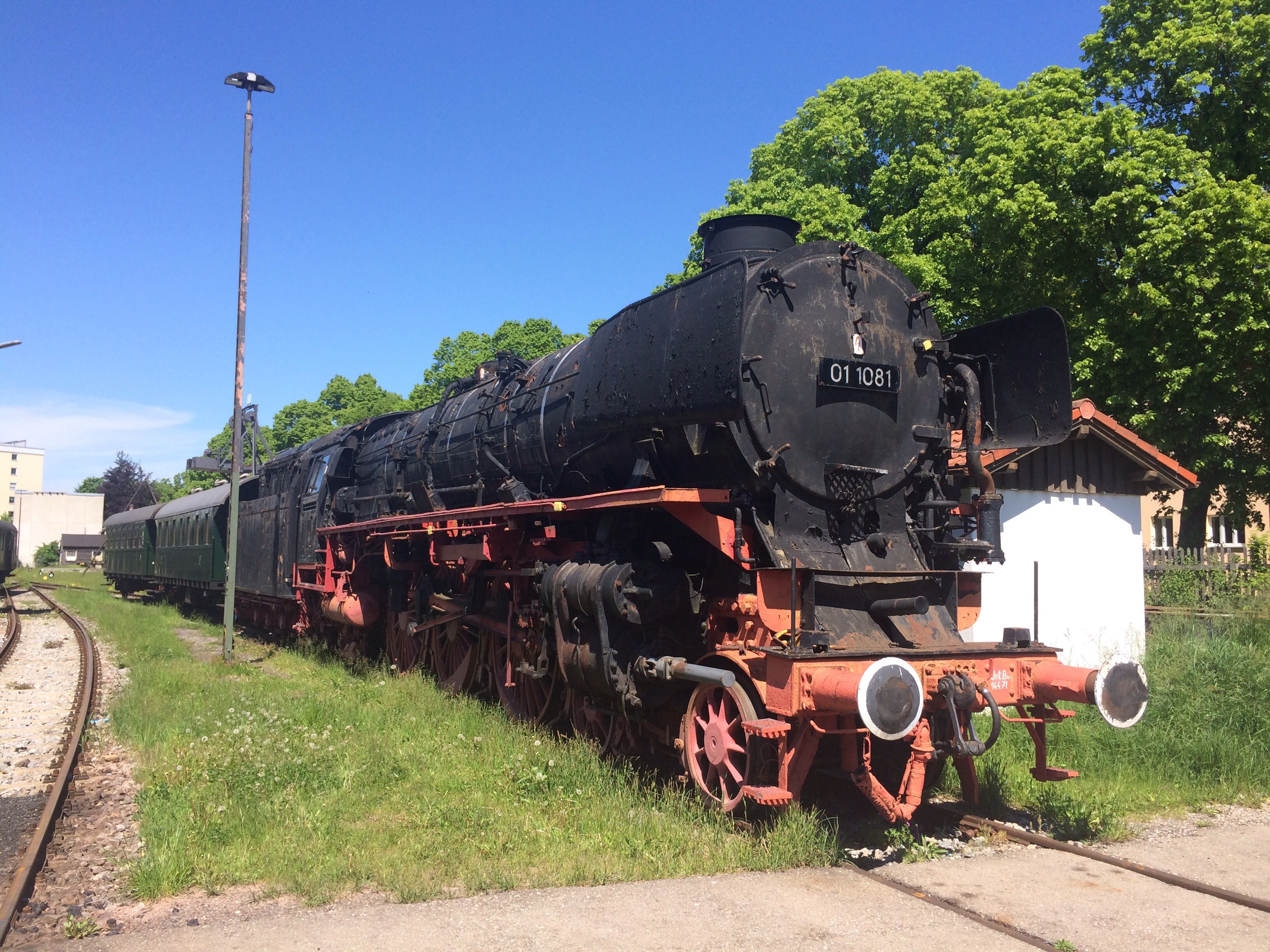
Dampflok 01 1081

- Einheits-Schnellzuglok 01 1081 (wird museal aufgearbeitet)
- Eine Preußische P 8, bzw. Baureihe 38.10–40 (bis Juli 2023)
- Güterzug-Lok 44 606 Jumbo (ehemalige Dampflok-Gesellschaft München, seit 25. Juli 2020 ist die BayernBahn GmbH Eigentümerin; Leihgabe an das Bayerische Eisenbahnmuseum in Nördlingen)
- Dampflok 93.1410 Die Dampfbier-Lok der Privatbrauerei Ustersbacher (Österreich)
- Elektrolokomotive E 16 09; Bayerns Edelrenner
- Elektrolokomotive E 60 09. Heute ist die Lok beim Eisenbahnmuseum Darmstadt-Kranichstein.
- E-Lokalbahnlokomotive E 69 02 (Leihgabe des DB-Museums Nürnberg bis 2011). Heute befindet sich E 69 02 in der Fahrzeughalle 1 des Verkehrsmuseums Nürnberg. Die Lok ist fahrfähig.
- Elektrolokomotive E 71 19 (Leihgabe des DB-Museums Nürnberg bis 2011)
- Güterzug-Lok E 91 99 (Leihgabe des Verkehrsmuseums Nürnberg)
- Dampflok ČSD 477.060 Papagei (Tschechien, Eigentümer: Technisches Nationalmuseum in Prag)
- Waldbahn-Dampflok 764.449 Cozia-2 mit einem Drehschemelwagenpaar (Schmalspurlokomotive aus Rumänien) Sie wurde Ende 2012 zur betriebsfähigen Aufarbeitung nach Rumänien zurück überführt.
- Draisinensammlung Schienenflöhe der Deutschen Bundesbahn, ein Fahrzeug der Münchner U-Bahn sowie eine ungarische Draisine MAV Pft-P401
- Ein Bundesbahn- sowie ein Reichsbahn-Bahnpostwagen von 1926 und weitere Bahnpost-/Postfahrzeuge
- Ehemalige DB-Umbauwagen
- TEE-Zuggarnitur der Baureihe 601 mit neun Mittelwagen, der sogenannte Blue Star Train

## Draisine
Neben den Botschafter- und Museums-Lokomotiven beheimatet der Bahnpark Augsburg auch eine Bahnmeisterei-Draisine Klv 12. Diese Art von Schienenfahrzeugen wurden früher von den Bahnmeistern zur Inspektion und Wartung von Gleisanlagen und Signalanlagen genutzt. Die Draisine war mit Stand Mai 2022 nicht betriebsfähig; eine Aufarbeitung war geplant.

## Raupach-Dampfmaschine

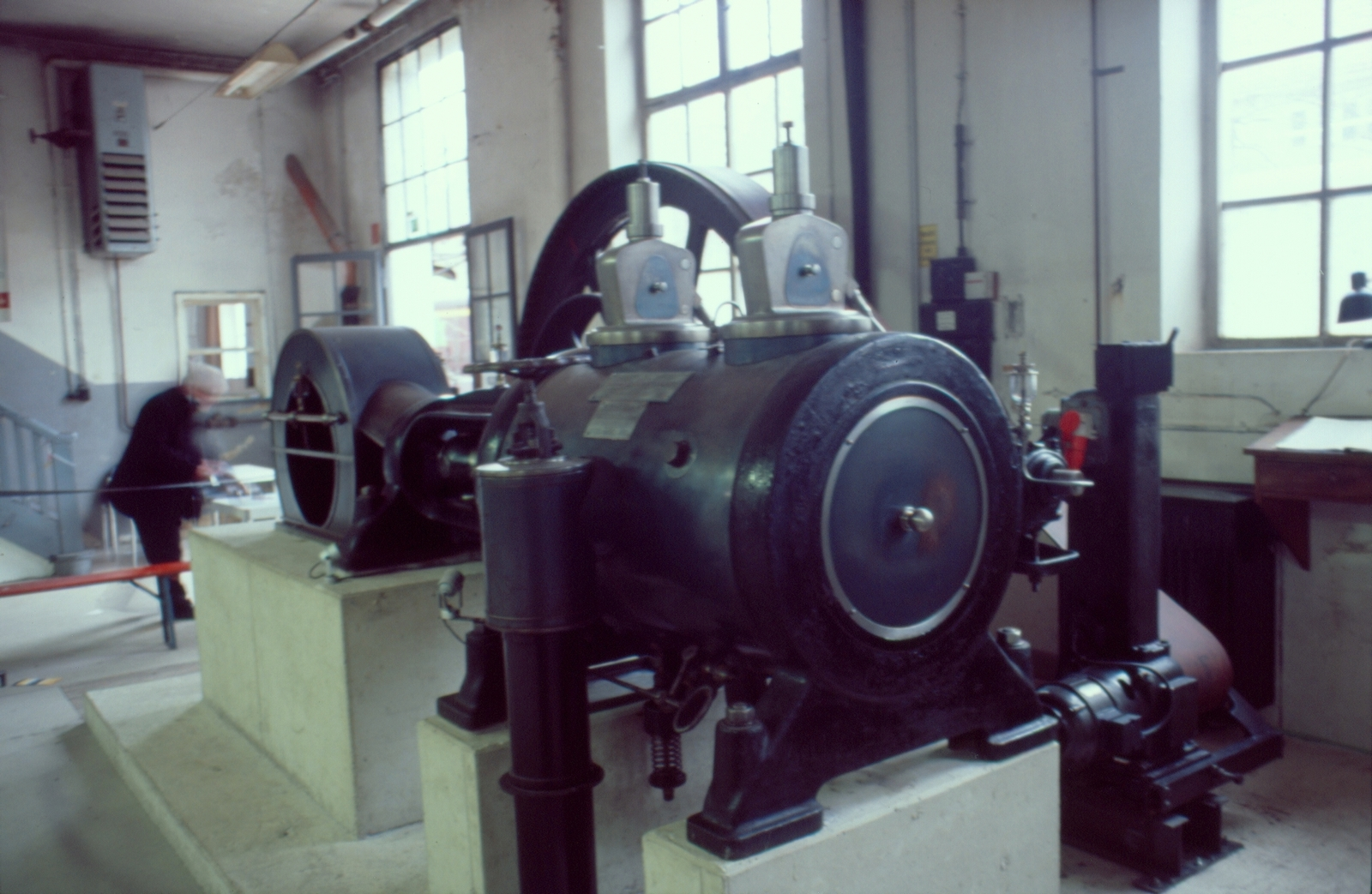
Raupach-Dampfmaschine in der „Mittleren Montierung“

Die stationäre Heißdampf-Ventildampfmaschine wurde 1911 von der Görlitzer Maschinenfabrik Richard Raupach GmbH gebaut und besitzt eine Ventilsteuerung nach dem seit 1900 verwendeten System des Ingenieurs Rudolf Lenke. Sie verfügte über eine Leistung von 75 PS. Einst wurden von diesem Maschinentyp mehr als 1000 Exemplare gebaut, die in vielen Betrieben vor allem zur Herstellung elektrischer Energie eingesetzt wurden. Ursprünglich wurde die Maschine an die Brauerei Schaaf in Niedermendig bei Koblenz geliefert, wo sie bis 1932 im Einsatz war. Noch im selben Jahr wurde die Maschine an die Brennerei-Genossenschaft in München-Großhadern verkauft. Dort wurde sie zum Antrieb verschiedener Aggregate genutzt. Erst mit der Schließung der Brennerei-Genossenschaft im Jahr 2001 wurde die Dampfmaschine nach einer Betriebszeit von 90 Jahren endgültig stillgelegt. 
Die Mitglieder der Dampflok-Gesellschaft München konnten einen Kontakt zur Brennerei-Genossenschaft herstellen und die Überlassung der Dampfmaschine erreichen. Am 26. Juli 2003 wurde sie nach einigen Vorarbeiten aus den bereits im Abbruch befindlichen Gebäuden demontiert und mittels Tieflader in den Bahnpark Augsburg gebracht. Dort wurde sie erst im nördlichen Ringlokschuppen zwischengelagert und restauriert. Nachdem die Voraussetzungen zur Aufstellung der Dampfmaschine in der „Mittleren Montierung“ geschaffen waren, konnte sie Ende Oktober 2003 dorthin umgesetzt werden. Nach weiteren Arbeiten konnte die Dampfmaschine am 16. Juli 2007 wieder in Betrieb gehen, diesmal jedoch nicht mehr unter Dampf, sondern zur Schau von einem Elektromotor angetrieben und von Scheinwerfern angestrahlt. Mit Stand Mai 2023 wird diese täglich dreimal vorgeführt.

## Fernsehberichte
Der SWR berichtete in seiner Sendung Eisenbahn-Romantik (Folge 613 – Bahnpassion zwischen Parkbahn, Bahnpark & Panama) über den Bahnpark Augsburg. Erstmals wurde der Bahnpark jedoch schon in der Folge 575 – Ein Triebkopf kommt selten allein erwähnt. Dort wurde auch über den „Gläsernen Zug“ berichtet und über seine neue Heimat im Bahnpark.
Die erste Folge der Sendung Das ist Heiß-Mann! – Die Show aus dem Koffer des fränkischen Komödianten Volker Heißmann wurde am 25. Juni 2008 vom Bayerischen Fernsehen im Bahnpark Augsburg aufgezeichnet. Mitwirkende waren neben Volker Heißmann die Pavel Sandorf Bigband sowie Roberto Blanco und Uwe Kroeger. Ausgestrahlt wurde die Sendung im BR am 11. September 2008.

## Vergangene Veranstaltungen

### 2006: Orient-Express-Museumszug (Nostalgie Istanbul Orient Express)
Von Mitte bis Ende November 2006 war dieser Museumszug im Bahnpark Augsburg stationiert und konnte im Rahmen einer zweitägigen Veranstaltung besichtigt werden. Die Möglichkeit einer Besichtigung stieß beim Publikum auf große Resonanz. Begleitet wurde die Veranstaltung von einem Jazz-Konzert und Gastronomie sowie einer Sonderausstellung zur Geschichte des Orient-Express. Am 6. Dezember 2006 startete der Museumszug zu einer Sonderfahrt vom Augsburger Hauptbahnhof nach Salzburg. Bespannt wurde der Zug mit einer E-Lok, nicht wie angekündigt mit der Dampflok 41 018.

### 2008: Jubiläum 150 Jahre Rudolf Diesel

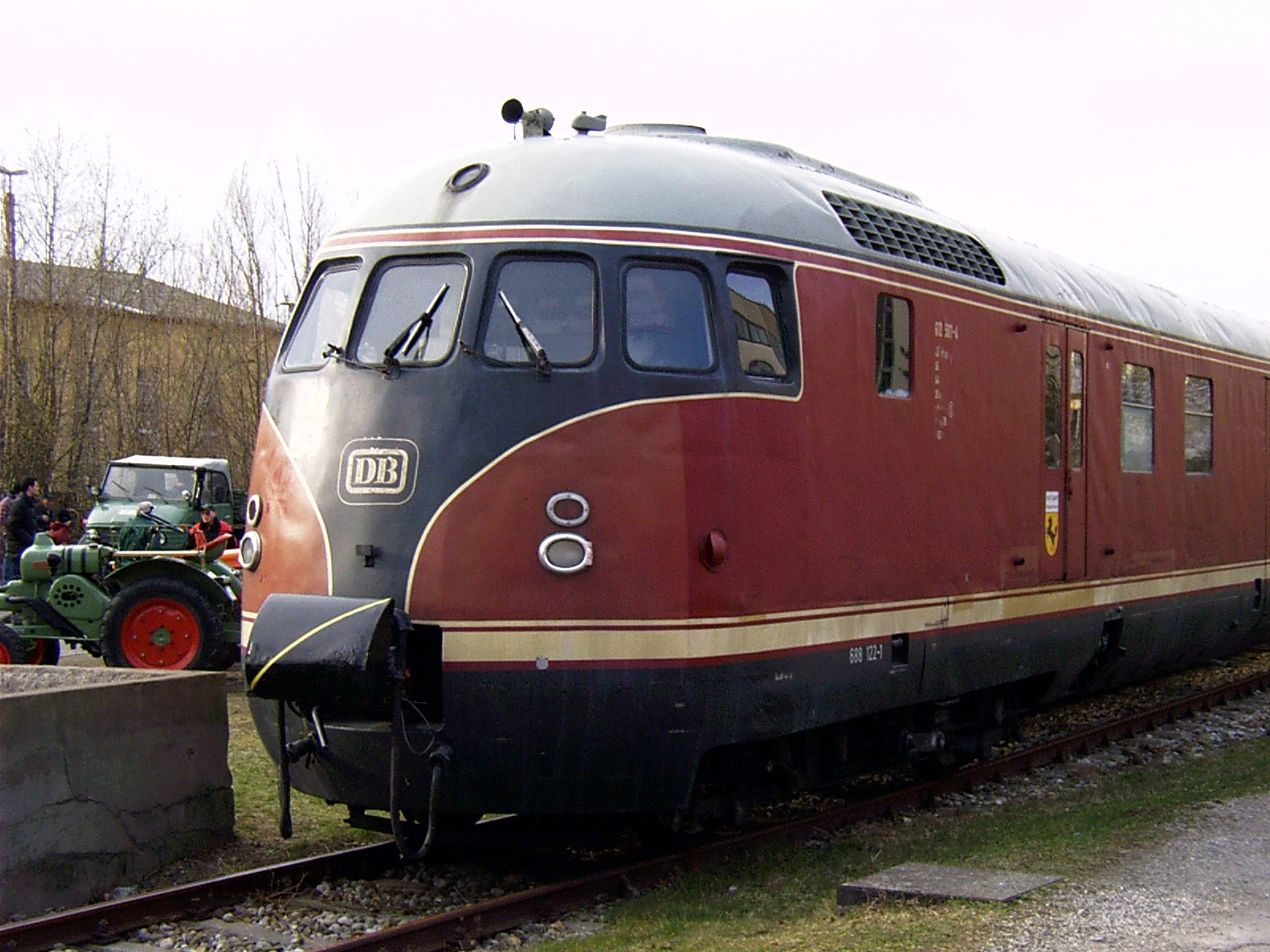
Dieseltriebzug VT 12.5 Stuttgarter Rössle

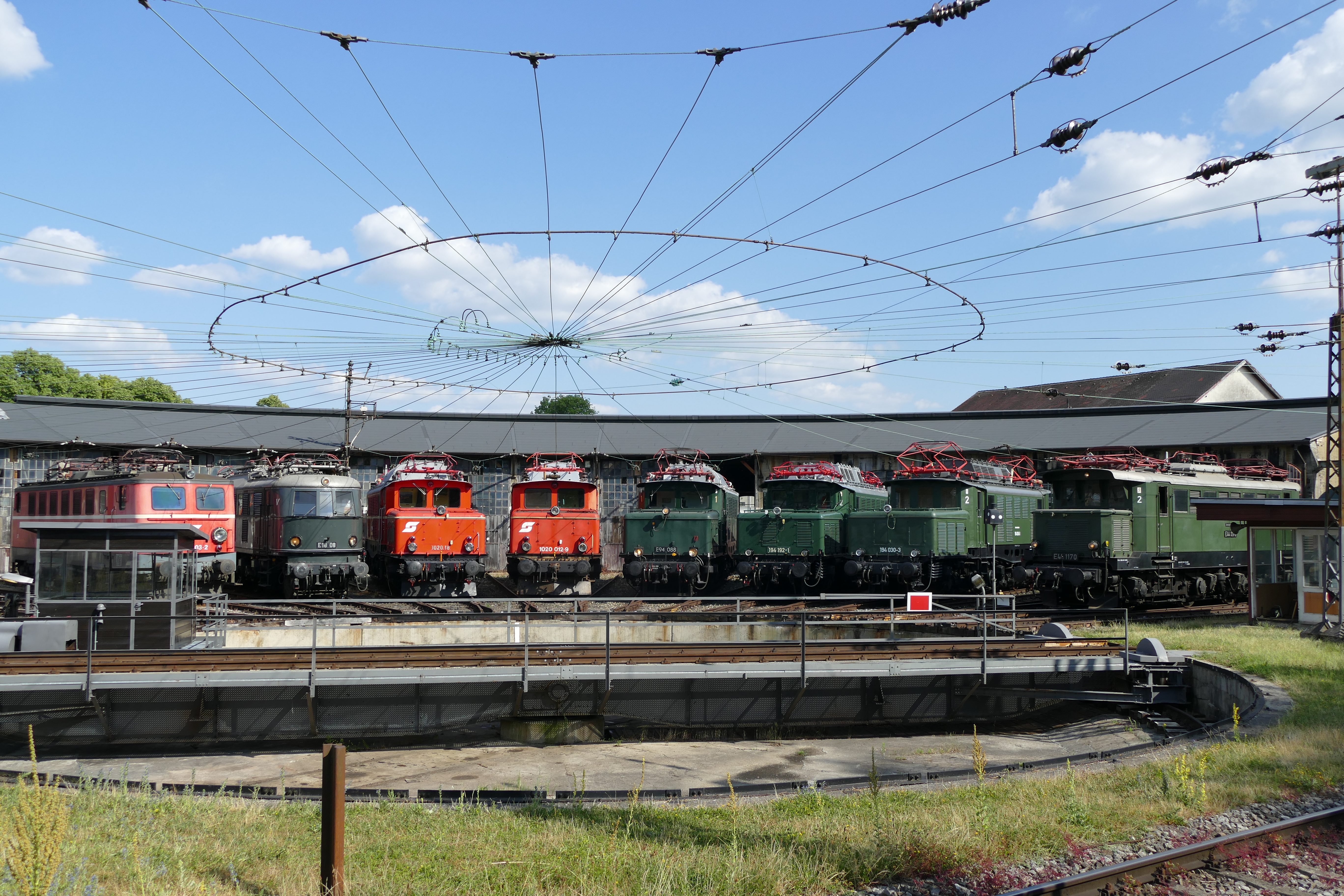
„Krokodiltreffen“ 2023 im Bahnpark Augsburg

Am Ostermontag 2008 fand eine große Fahrzeugausstellung zum Thema „Diesellokomotive“ statt. Zu besichtigen gab es nicht nur Lokomotiven, sondern auch historische LKWs, Busse, Feuerwehrfahrzeuge, Traktoren und Schlepper. Die Veranstaltung stand unter dem Motto „Fahrzeuge, die auf der Schiene oder Straße von Dieselmotoren angetrieben werden“. Zu Gast war auch der Dieseltriebzug VT 125 „Stuttgarter Rössle“ der DB ZugBus Regionalverkehr Alb-Bodensee GmbH (RAB), zusammen mit 220 Fahrgästen. An diesem Tag verzeichnete der Bahnpark Augsburg erstmals einen Besucherrekord von über 5000 Besuchern.

### 2023: 2. Krokodiltreffen (E 94 und 1020)
Insgesamt fünf Loks der Baureihe E 94 trafen sich am Wochenende vom 24. auf den 25. Juni 2023 auf dem Gelände. Mit E 94 088 der EZW wurden immer wieder Führerstandsmitfahrten im Betriebsbahnhof Augsburg Süd angeboten, die sich großer Beliebtheit erfreuten.
Zu Gast waren die EBF aus Lienz mit ihrer betriebsfähigen 1020.18 in Blutorange, E 94 030 auf ihrem Weg nach Horb und 1020.12 als Ersatzteilspender der E 94 088.
Am 25. Juni verkehrte mit E 94 088 und 194 192 aus Nördlingen ein sogenannter „Krokodilexpress“ von Augsburg über Mering und Geltendorf nach München Ost. Zurück fuhr dieser über die Nahverkehrsstrecke München–Augsburg, aufgesplittet in eine Vor- und Nachmittagsfahrt ergaben sich so vier Fahrten. Das Krokodiltreffen lockte bei Sonnenschein und sommerlichen Temperaturen zahlreiche Besucher auf das Gelände.

## Verschiedenes
Bis Ende Oktober 2019 befand sich eine TEE-Zuggarnitur der Baureihe 601 mit neun Mittelwagen, dem sogenannten Blue Star Train, neben dem Bahnpark Augsburg auf dem ehemaligen DB-Grundstück. Daneben stand ein weiterer TEE, eine Leihgabe des Verkehrsmuseums Nürnberg.
Der Bahnpark Augsburg ist ein beliebtes Fahrtziel von Nostalgiezügen. Grund hierfür sind die bei den Fahrgästen beliebten Sehenswürdigkeiten in Augsburg und im Bahnpark selbst. Außerdem können dort Gastlokomotiven, beispielsweise die 01 1066 der Ulmer Eisenbahnfreunde, für die Rück- und Weiterfahrten gewartet und gedreht werden.
Eine Betreuung der Eisenbahnsammlung des Deutschen Museums bzw. eine Vermietung an dieses Museum konnte nicht realisiert werden.